# Androna
Androna és una paraula catalana que prové etimològicament de la paraula llatina "Anrdrona". En llatí vol dir l'espai entre dues cases o passadís entre dos murs.
Per tant, tal com diu la seva definició, una androna és un tros de terreny que estant situat en la teva pròpia finca al costat de la finca contigua, es deixa sense edificar, permetent d'aquesta forma poder obrir finestres o disposar de llums i vistes en el propi edifici. Per tot això, el fet de disposar d'una androna en un terreny propi, dona la possibilitat física de tenir llums i vistes en les dependències d'un edifici situades al costat de la paret que limita amb la finca contigua, per mitjà de la creació d'un pati lateral en la teva pròpia finca.
Al barri vell de Girona i a Pals al Baix Empordà, ciutats aixecades sobre un puig de roca natural, aquest espai entre les cases feia les vegades de claveguera a cel obert a més de facilitar el desguàs de l'aigua quan plovia. Al País Valencià, a més del significat susdit, l'androna designa el conducte subterrani per on s'escorren les aigües residuals, o bé la boca d'entrada d'un conducte de desguàs.
La Llei 5/2006, de 10 de maig, en el llibre cinquè del Codi Civil de Catalunya, referent als drets reals diu el següent:
Article 546-10
Llums, vistes i finestres
1. Ningú no pot tenir vistes ni llums sobre la finca veïna ni obrir cap finestra o construir cap voladís en una paret pròpia que confronti amb la d'un veí o veïna sense deixar en el terreny propi una androna de l'amplada que fixen la normativa urbanística, les ordinacions o els costums locals o, si no n'hi ha, d'un metre, com a mínim, en angle recte, comptat des de la paret o des de la línia més sortint si hi ha voladís.
2. Llevat que el títol de constitució estableixi una altra cosa, si una finca té constituïda a favor seu una servitud de llums i de vistes, el propietari o propietària de la finca servent que vulgui edificar ha de deixar davant de l'obertura una androna, però pot obrir finestres que rebin la llum per la dita androna. Si la servitud és només de llums, el propietari o propietària pot edificar dins de l'espai de l'androna fins al caire inferior de l'obertura que dona llum.
3. Ningú no pot obrir cap finestra en una paret contigua a la d'un veí o veïna si no deixa una distància mínima de quaranta centímetres entre la finestra i el límit de la finca. Si les parets i els balcons formen un angle agut, la distància mínima entre el balcó i la línia d'unió d'ambdues parets ha d'ésser d'un metre.